# Lois (marca)
Lois Jeans es una marca española de ropa vaquera  fundada el la localidad de Millares ( Valencia), de donde eran originarios sus fundadores, los hermanos Sáez-Merino popular internacionalmente y perteneciente al ya extinto Grupo Sáez Merino. A finales de los años 1990 era la segunda marca de jeans en España por detrás de Levi's. Su apogeo lo vivió en los años 1970, en los que Lois fue una de las cuatro grandes marcas mundiales de tejanos.
La compañía Lois fue un importante patrocinador del equipo Minardi F1, entre las temporadas 1987 a 1989, pilotado además por los españoles Adrián Campos (temporadas 1987 y 5 carreras de la 1988) y Luis Pérez-Sala (temporada 1988).
La marca dejó de fabricarse entre 1992 y 1999 por la suspensión de pagos del Grupo Sáez Merino, que dejó de fabricar de forma definitiva en 2008.
Tras la quiebra de Sáez Merino la empresa SIX VALVES, de Talavera de la Reina, adquirió la licencia y desde 2008 lleva comercializando la marca con nuevos diseños.